# Кантоне-Ноче Карлоне (Л'Аквила)
Кантоне-Ноче Карлоне (итал. Cantone-Noce Carlone) је насеље у Италији у округу Л'Аквила, региону Абруцо.
Према процени из 2011. у насељу је живело 46 становника. Насеље се налази на надморској висини од 467 м.